# わちさんぺい
わちさんぺい（本名：中岡 二春（なかおか にはる）、1926年3月 - 1999年12月10日）は、広島県三次市出身の漫画家。

## 生涯
山梨航空技術学校（現：日本航空高等学校)卒業。1941年4月、陸軍飛行実験部（後の陸軍航空審査部）に入部し偵察隊に配属される。配属ひと月足らずで九五式三型練習機の整備を任される。その時は、専門の航空学校で学んだ知識と技術が認められた気がして嬉しくてたまらなかったという。
しかし、その九五式三型練習機の発動機の試運転の際、車輪止めを付け忘れて発動機を始動させたため、機体が前に進み、自動車に激突しプロペラと発動機を大破させてしまう重大事故を起こす。本人は「これで陸軍永久追放か」と覚悟したが、飛行実験部の隊長加藤敏夫大佐は「よしよし。怪我がなかったら、よいよい…」と言っただけで説教ひとつすらなかった。
その後は終戦まで軍属として従事した。STOL性能で知られる三式指揮連絡機など軍用機に関する思い出は『空のよもやま話 空の男のアラカルト』(光人社 2008)などに綴られている。
戦後、中国新聞などでの連載を経て1954年に上京、本格デビューした。少女漫画や秘境もの、航空もの、SFなどのさまざまなジャンルの作品を発表していた。初期では「和知三平」名義が多い。1960年前後に最盛期を迎える。
漫画家として活躍した後は、趣味の釣りのかたわら、新聞や雑誌でイラストやエッセイを描いていた。
1999年、咽頭癌のため死去。元アシスタントには谷岡ヤスジがいる。

## 作品
- お小姓物語（トモブック社 1954年9月15日発行）[1]
- ひめさま詩集（トモブック社・刊 1954年）[2]
- 腰元ものがたり（トモブック社 傑作面白漫画9 1954年）[3][4]
- 蛍の光（トモブック社 1955年6月25日発行）
- 大空カンちゃん（『おもしろブック』1955年頃）[5]
- クミは泣かない （『なかよし』1955年 - 1956年）[6]
- ビックリたんてい（『小学三年生』1956年頃）（和知三平名義）[7]
- とんから広場（『幼年ブック』（三谷晴美・文）1956年頃）（和知三平名義）[8]
- 歌姫さま（『少女ブック』1956年頃）[9]
- ひまわりさん（『小学三年生』1957年頃）[10]
- すもう小僧（『漫画王』1957年頃）[11]
- なかよしものがたり（『なかよし』1957年）[6]
- とうきょうのおばあさん『なかよし』1957年）[6]
- とらの子兵長（『少年画報』1957年1月号 - 1958年3月号）
- 植物の世界（なぜなぜ学習漫画文庫理科編10 1957年）[12]
- 荒鷲ゴンちゃん（『ぼくら』1957年9月号、金の星社『子どもたちの戦争』2013年）[13][14]
- プロペラブンちゃん（『小学三年生』1958年頃）[15]
- 西部のガンちゃん（『日の丸』1958年1月号）[16]
- わんわん航空隊 (『少年画報』 1958年4月号 - 1959年9月号)
- 光と音の魔術（なぜなぜ学習漫画文庫理科編10（本間富治・立案指導）1958年）[17][18]
- 交通博物館（なぜなぜ学習漫画文庫社会科編4（古川清行・立案指導）1958年）[19]
- デパート見学（なぜなぜ学習漫画文庫　社会科編8（都丸修・立案指導）1958年）[20]
- ジェット仮面（『小学五年生』1959年2月号）[21]
- 宇宙空港（『小学五年生』1959年5月号付録）[22]
- お笑い清水港（『冒険王』1959年9月号 - 1960年6月号）[23]
- ナガシマくん（『少年』1959年1月号 - 1964年8月号）
- 豆パンチ (『少年画報』1959年12月号 - 1962年6月号)
- チンコロくん（『少年画報』1959年ごろ）[24]
- トンカチむすこ（『週刊少年サンデー』1960年17号 - 52号）
- ちびっこ町長（東邦図書出版社、1963年ごろ）[25]
- 火星ちゃん (『少年ブック』1960年6月号 - 1964年3月号)
- 背番号110番（東邦漫画出版社 1961年）[26]
- おにいちゃん（『りぼん大増刊』1961年新年大増刊号）[27]
- ブンブン（『週刊少年サンデー』1961年1号 - 7号）
- スリーコッペ （『少年クラブ』 1961年5月号 - 1962年12月号）
- あの子（『少女ブック』1961年5月号 - 不明）[28]
- まめ大鵬（『小学五年生』『小学六年生』1961年 - 1962年）[29]
- ポンコツ（『ぼくら』1961年ごろ）[30]
- 鳥の博物館（なぜなぜ理科学習漫画8 1963年）（和知三平名義）[31]
- 空の3軍曹（『少年』1963年ごろ）[32]
- アルバイトさん（『少女ブック』1963年4月号）[33]
- 黄菊白菊（『希望の友』1964年4月号 - 不明）
- だるまのだん助（『別冊少年マガジン』1965年新年特大号）[34]
- ミスター・コンマ以下（『漫画キスミー』1966年）[35]
- ばら姫さま（『別冊マーガレット』1969年2月号-12月号）[36]
- わんわん放浪記（『小学六年生』1969年4月号 - 11月号）[37]
- トンチンカン（『週刊ぼくらマガジン』1969年12月23日号）[38]
- エースの8ちゃん（『週刊少年ジャンプ』1970年51号）[39]
- まめジャンボ（『れお』1972年2月号）[40]
- お金のひみつ（学研まんがひみつシリーズ　1985年）[41]
- おさげ社長（原案：宮崎博史、作：柳沢類寿、集英社テレビ漫画文庫、発行年未詳） - テレビドラマ[42]のコミカライズ[43]
- 美智子さん（発行情報未詳）[44]

### その他
- 空のよもやま物語（1982年、光人社）[45]
- 釣りキチのないしょ話―これを読んだらあなたも名人!（1984年、二見書房）[46]
- 釣りバカは死んでもなおらない（1988年、二見書房）[47]
- まんがでわかるこんなに得するカード・ライフ（1989年、集英社）[48]
- 浜のカミさんのお魚料理帖―食通も舌を巻く「浜料理」125選（1991年、二見書房）[49]
- わたしの愛する1機（潮書房『丸』1993年7月号）
- 川づり名人(まんがでマスター・子ども名人シリーズ)（構成・文担当、漫画：高橋タクミ、1996年、集英社）[50]
- 海づり名人(まんがでマスター・子ども名人シリーズ)（構成・文担当、漫画：高橋タクミ、1996年、集英社）[51]